# 日本圣公会
日本圣公会（日语：日本聖公会，训令式罗马字：Nippon Sei Ko Kai，NSKK），是基督教一派普世圣公宗的一个成员。教徒约58000人，其中约20000人领取圣餐。

## 组织
日本圣公会的主教长为主席主教，管理日本全国11个教区。选出主席主教的是圣公会总会的主管，现任的是武藤謙一，教区各自独立，成为独自的宗教法人，原则上神职人员的人事也是由教区决定。作为教区的联合的日本圣公会，是普世圣公宗的一个教省，管理日本全国性的事务。日本教省的事务所设在东京教区的牛入圣巴拿巴教会的同一建筑物内。
神职人员由主教、司祭、执事（也作“会吏”）3级别组成，主教是教区的首长，主教任命的司祭主要从事地方教会的工作。辅助司祭工作的是执事，同时也充当牧师以及辅助信徒集会、向信徒们提建议。
实施圣餐的教会的信徒祭祀需要是司祭以上的级别。大多情况下神职人员住在教会附属的牧师馆，也有因为神职人员不足，其他教会的司祭充当临时管理牧师的情况。并且，也有替代管理牧师的执事、传道师和神职人员候补（神学校毕业但没有受按手礼的神学生）被发配的情况。
以前日本圣公会只有在不能任命男性司祭的情况下才会任命女性司祭，但是现在司祭和执事都可由女性担任。但是因为教会的具体情况或是主教所定的方针，目前还没有任命女性神职人员或是女性受按手礼的教会。
1990年代开始，日本圣公会和日本天主教会共同采用了主祷文的日语共通口语版，用于两教会的礼拜和祈祷。

## 圣公会的礼拜

### 教典
日本圣公会使用旧约圣经以及新约圣经。（次經的部分也被当做圣经的一部分在礼拜中朗诵，但是原则上不根据这一部分做教义，以区别于教典。）
圣餐中朗读旧约圣经、使徒行传、四福音书以及唱诗篇，此外在早晚的礼拜中也要朗读圣经。朗读的条目被指定为經課，1990年起使用三年一循环的《修订共通经課》（日文：改訂共通聖書日課，英文：Revised Common Lectionary，简称：RCL），早晚的礼拜以两年一循环。以外，除去在圣餐中朗诵的诗篇以外的圣经条目而作成的《圣餐式经文选》分成A年、B年、C年使用。
礼拜中可以使用的圣经版本除了新共通译圣经，还有文语译、口语译圣经、日本圣公会教务院发行的1968年改定版旧约圣经外典。《圣餐式经文选》是根据新共通译圣经写成。

### 公祷书
普世圣公宗的各个教会都使用公祷书，日本圣公会也使用全国统一的公祷书，现在使用的是1990年采用的。

### 圣诗
圣公会的礼拜中使用很多的圣诗，大多数的教堂中都有伴奏用的风琴。圣餐中，大多情况下唱五遍圣诗:神职人员进堂时（进堂圣诗）、福音书朗诵之前（昇階圣诗）、献金时（奉獻圣诗）、陪餐时、神职人员退堂时（退堂圣诗）。此外，也有称为咏唱（en:chant）的有旋律的文章，以及憐憫頌、荣归主颂、主祷文，有时也咏唱圣经。
1959年出版的《古今圣诗集》长年使用，2006年又发行了《日本圣公会圣歌集》，作为了现行的圣诗集。在改编的过程中发行了《古今圣诗集增补版95》（1995年）和《改订古今圣诗集试用版》（2001年），《日本圣公会圣歌集》发行后这两本圣诗集没有再使用。除了特殊情况（例如葬礼上演唱故人喜爱的圣诗等），原则上要使用圣诗集中的圣诗。

### 礼拜
主要的礼拜和仪式为主日圣餐式、周日圣餐式、圣灰星期三（大斋首日）礼拜。圣餐式是为了纪念耶稣的死和复活，用面包和葡萄酒陪餐。
圣公会用将临期、圣诞期、大斋期作为分割1年的标志，在此时变化圣诗的文体。复活节的日期前四十天的圣灰星期三是进入大斋期的第一天，教徒们要默想耶稣的受难，并举行涂灰礼。
圣公会和罗马天主教会一样建立七件圣礼（日语：聖奠，这是日本圣公会专门的用语），但是只有洗礼和圣餐被认为是“聖奠”，此外的信仰：坚振圣事、忏悔圣事、傅油圣事、婚配聖事和圣秩圣事（[按手礼]）并不被认为是耶稣所定，而被认为是圣灵指导教会举行的仪式，作为相当于圣礼的仪式称为“圣礼的诸式”（日语：聖奠的式）。
圣公会对于初代教会以及天主教会所定的殉教者、圣者、福者给予尊重，圣公会也有官方纪念的人物，但是这不是教徒的义务。

### 教会曆
日本圣公会根据公祷书规定节日。节日的种类如下。

#### 节日及纪念日
- 主要节日

复活节、基督升天日、圣灵降临日、圣三一主日、圣诞节、主显节、诸圣节
- 优先于主日的节日

主耶稣命名之日（ja:主イエス命名の日，en:Feast of the Circumcision of Christ）、被献日、主耶稣变容之日（ja:主イエス変容の日，en:Transfiguration of Jesus）

#### 节期
- 将临期（期望耶稣诞生的节期）
- 圣诞期（耶稣诞生到显现之间的节期）

- 圣诞节（12月25日）
- 主耶稣命名之日（1月1日）

- 显现期

- 显现日（1月6日）
- 显现后第一个主日：主耶稣洗礼之日

- 大斋期（教徒们到复活节为止缅怀耶稣的受难，认罪悔改）

- 大斋首日（圣灰星期三）
- 圣周

- 复活前主日
- 复活前礼拜一
- 复活前礼拜二
- 复活前礼拜三
- 圣礼拜四
- 圣礼拜五（受苦日）
- 圣礼拜六

- 复活期（纪念耶稣的复活）

- 复活节
- 复活后礼拜一
- 复活后礼拜二
- 复活后礼拜三
- 复活后礼拜四
- 复活后礼拜五
- 基督升天日
- 复活节后第七主日·升天后主日
- 圣灵降临日

- 圣灵降临期

- 聖靈降臨期第一主日（三一主日）
- 聖靈降臨期第二主日～聖靈降臨期第二十七主日
- 聖靈降臨期末主日（將臨前主日）

## 著名教堂
- 日本聖公会弘前昇天教会教会堂

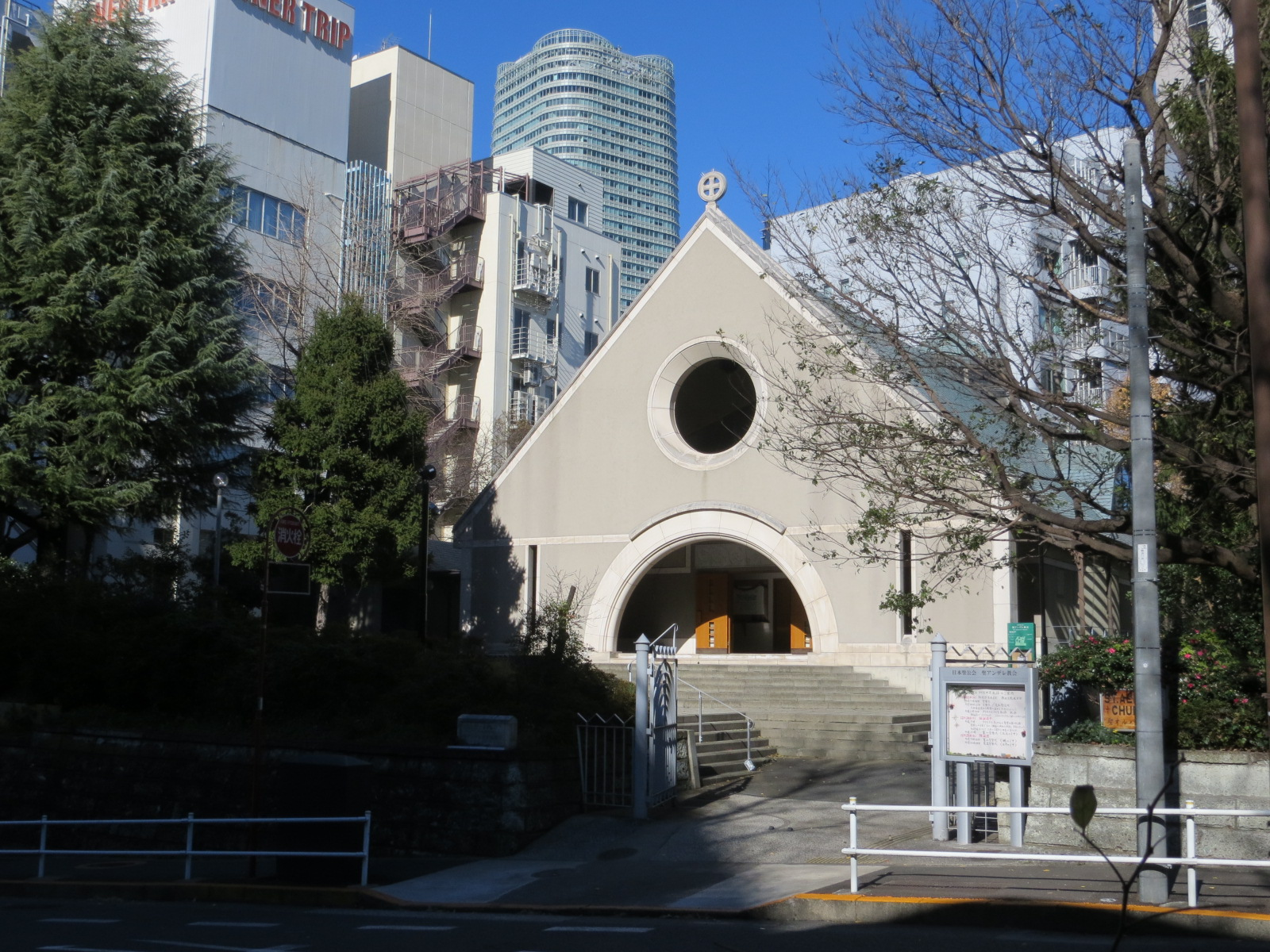
位於東京的聖安得烈座堂

- 川口基督教会・大阪教区主座聖堂（大阪市西区）
- 聖米迦勒大聖堂・神户教区主座聖堂（The Cathedral Church of St. Michael，神户市中央区）
- 聖阿格尼絲座堂・京都教区主座聖堂（St. Agnes' Cathedral，京都市上京区）
- 奈良基督教会（奈良市）
- 聖安得烈教堂・東京教区主座聖堂（St. Andrew's Cathedral，東京都港区芝公園）
- 聖奧本斯教堂（St. Alban's Anglican Church，東京都港区芝公園）
- 聖安得烈教堂（St. Andrew's Anglican Church, Yokohama，横滨市）
- 横滨山手聖公会（Church on the Bluff，横滨市中区山手町、2005年1月火灾中内部烧毁。11月再建）
- 目白聖公会（東京都新宿区）
- 札幌聖米迦勒教会（北海道札幌市東区）

## 修士会和修女会
在日本现存的修女会如下：
- 拿撒勒修女会(東京都)
- 拿撒勒修女会冲绳支部(冲绳县)
- 神愛修女会聖玛利亚院(和歌山县)

过去曾有位于栃木县内的圣约翰修士会（简称SSJE）和位于兵库县内的圣使修士会（简称SSM），现在已经不存在，日本国内只有一位已经退职的圣使修士会成员在横滨教区内活动。

## 日本圣公会关系学校
在日本和圣公会有关系的学校等团体组成了“日本聖公会关系学校协议会”。虽然叫做“学校协议会”，但是也有不是教育机关的成员。

### 大学
- 立教大学
- 立教女学院短期大学
- 平安女学院大学
- 聖路加国際大学（含研究生院）
- 名古屋柳城短期大学
- 神戸国際大学
- 松蔭大学
- 桃山学院大学

### 神学院
- 聖公会神学院(東京都世田谷区)
- 威廉姆斯神学館(京都府京都市)

## 医院及出版社
- 聖路加国際病院
- 聖巴拿巴病院
- 聖公会出版

## 教区
教區名後是主教座堂、括号内为轄下都道府县内的教会数
- 北海道教区─札幌基督座堂

- 北海道(24)

- 东北教区─仙台基督座堂

- 青森县(5)、岩手县(3)、宫城县(4)、秋田县(4)、山形县(4)、福岛县(7)

- 北关东教区─前橋聖馬提亞座堂

- 茨城县(4)、群马县(6)、栃木县(5)、埼玉县(8)

- 东京教区─聖安德烈座堂

- 东京都(33)

- 横滨教区─橫濱聖安德烈座堂

- 神奈川县(12)、千叶县(12)、静冈县(4)、山梨县(3)

- 中部教区─名古屋聖馬太座堂

- 新潟县(5)、长野县(4)、岐阜县(2)、爱知县(8)

- 京都教区─聖雅麗詩座堂

- 京都府(12)、富山县(1)、石川县(1)、福井县(3)、滋贺县(2)、三重县(6)、奈良县(7)、和歌山县(9)、大阪府(1)

- 大阪教区─川口基督座堂

- 大阪府(19)、兵库县(3)

- 神戸教区─聖米迦勒座堂

- 兵库县(7)、冈山县(1)、广岛县(3)、鸟取县(3)、岛根县(3)、山口县(2)、香川县(1)、德岛县(4)、爱媛县(2)、高知县(1)

- 九州教区─福岡聖保羅座堂

- 福冈县(10)、佐贺县(0)、长崎县(3)、熊本县(2)、宫崎县(2)、鹿儿岛县(2)、大分县(1)

- 冲绳教区─三原聖彼得聖保羅座堂

- 冲绳县(11)

## 历史
明治时代，圣公会开始在日本传教。
- 美国圣公会 (The Episcopal Church in the United States of America) 的威廉姆斯主教到达日本，在东京、横滨以及福冈传教。
- 英国国教会（The Church of England）以大阪为中心传教
- 加拿大圣公会（The Anglican Church in Canada）稍迟到达日本，以名古屋为中心传教

1887年日本圣公会成立。20世纪前期，随着日本的海外进出，日本圣公会在台湾建立了台湾圣公会，与英國圣公会在大连建造了玉光街礼拜堂。

### 引用
1. ↑  普世教會協會 的存檔，存档日期2011-05-20.
2. ↑  日本圣公会法规 附表2
3. ↑  日本圣公会祈祷书（1990）265页